# Detrick Peak
Der Detrick Peak ist ein 700 m hoher Berg auf der antarktischen Ross-Insel. In den Kyle Hills ragt er 1,5 km ostsüdöstlich des Lutz Hill auf.
Das Advisory Committee on Antarctic Names benannte ihn im Jahr 2000 nach dem US-amerikanischen Physiker und Ingenieur Daniel L. Detrick von der University of Maryland, der ab 1980 im Rahmen des United States Antarctic Program an der Entwicklung von Messinstrumenten für die Ionosphärenforschung und deren Errichtung auf der McMurdo-Station, der Amundsen-Scott-Südpolstation und der Siple-Station beteiligt war.